# Karangjati (Wiradesa)
Karangjati is een bestuurslaag in het regentschap Pekalongan van de provincie Midden-Java, Indonesië. Karangjati telt 2232 inwoners (volkstelling 2010).